# Nahapana

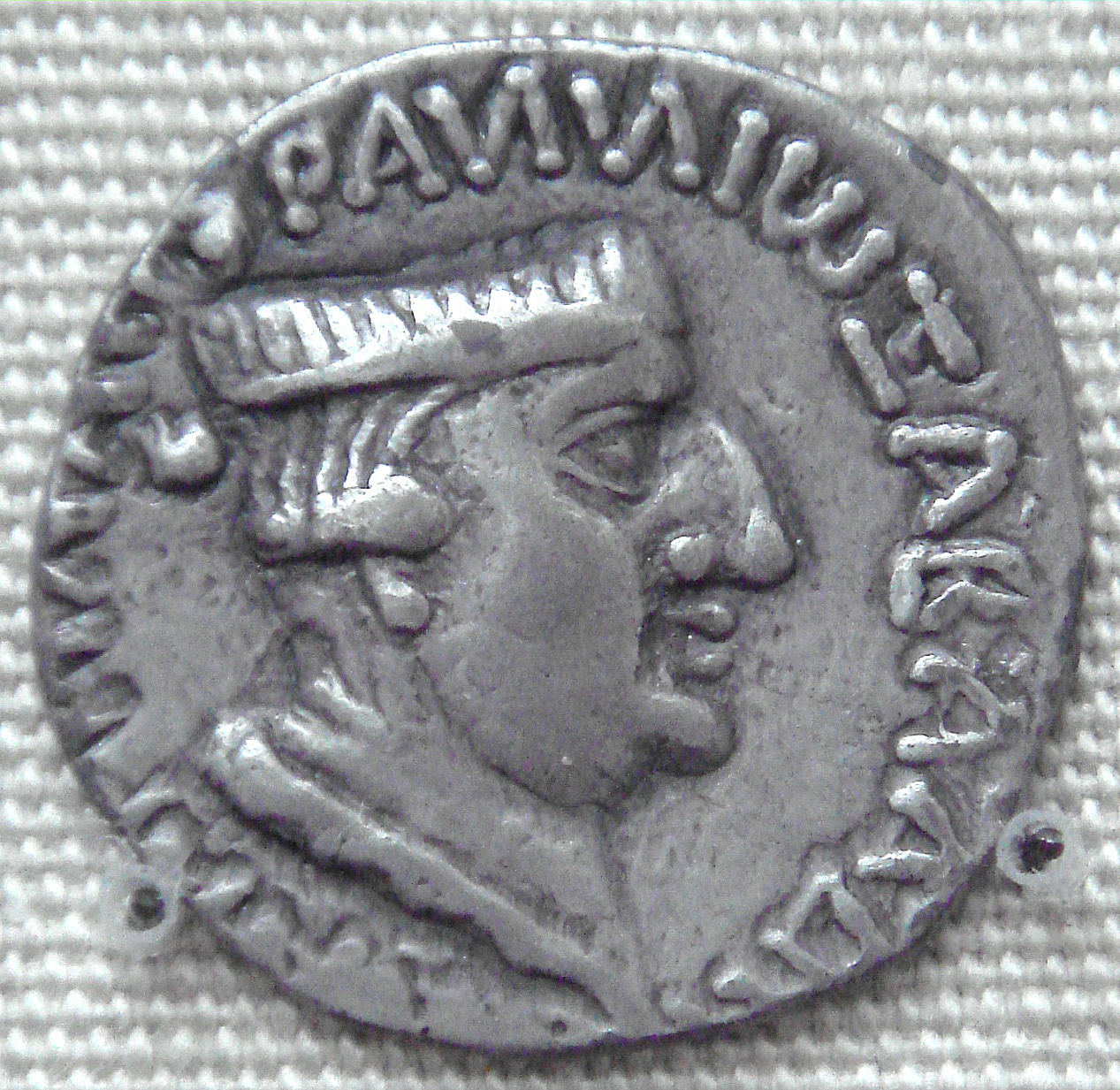
Münzporträt Nahapanas

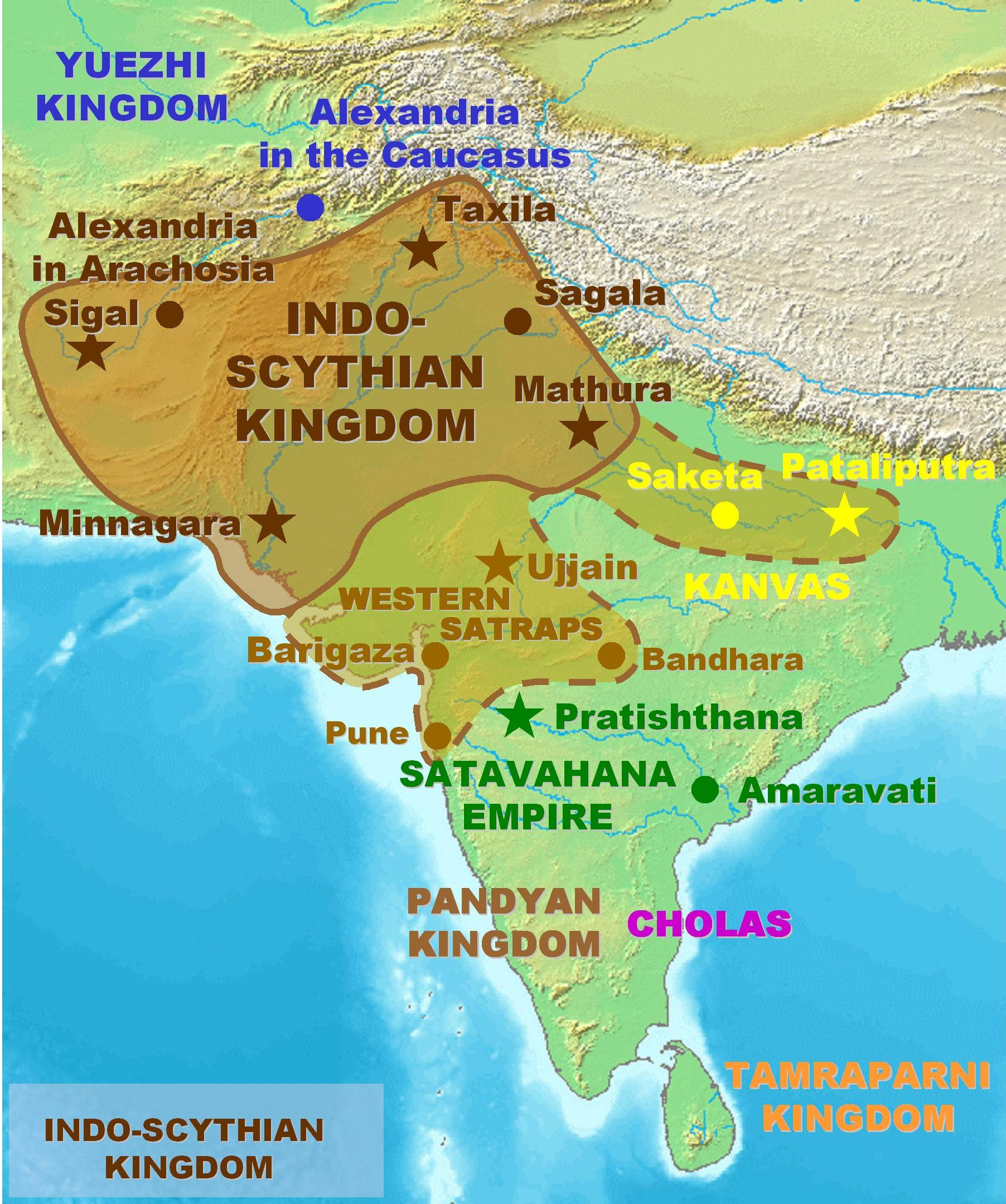
Indo-Skythischer Machtbereich (um 100 n. Chr.)

Nahapana (altgriechisch Ναηαπάνα) war in der Zeit des 1. und/oder 2. Jahrhunderts n. Chr. ein Herrscher indo-skythischer Abstammung über einen Teilbereich (heute etwa dem Distrikt Pune des indischen Bundesstaats Maharashtra entsprechend) der sog. „Westlichen Satrapien“.

## Geschichte
Der Name Nahapana ist gut belegt; er erscheint sowohl auf Münzprägungen als auch in mehreren Inschriften in buddhistischen Höhlenklöstern (z. B. in Karla, Nashik, und Junnar). Die genaue Datierung seiner Herrschaftszeit ist jedoch umstritten – sie reicht von etwa 70 bis 125 n. Chr. Das Ende seiner Herrschaft (belegt durch Münzüberprägungen) kam wahrscheinlich mit dem Shatavahana-Herrscher Gautamiputra Satakarni, dessen Regierungszeit jedoch ebenfalls unklar ist. Der fragliche Zeitraum umfasst etwa 50 Jahre, was auch Konsequenzen für die Datierung der genannten Höhlenklöster hat.

## Periplus Maris Erythraei
Im Periplus Maris Erythraei wird Nahapana nach Ansicht einiger Forscher unter dem Namen Nambanus erwähnt.